# Maria de Medeiros
Maria de Medeiros [mɐˈɾiɐ ðɨ mɨˈðɐjɾuʃ ], est une actrice, réalisatrice et chanteuse portugaise d'expression française née le 19 août 1965 à Lisbonne.
Elle a notamment joué dans le film Pulp Fiction de Quentin Tarantino.
En 2000, elle a réalisé le film Capitaines d'avril sur la révolution des Œillets d'avril 1974 au Portugal.

## Biographie
Maria de Medeiros est née à Lisbonne dans une famille de l'intelligentsia portugaise. Sa mère, Maria Armanda de Saint-Maurice Ferreira Esteves, est journaliste et son père, António Victorino de Almeida, est chef d’orchestre, compositeur et historien de la musique.
Elle a vécu toute son enfance à Vienne en Autriche où son père est attaché culturel, puis rentre à Lisbonne avec ses parents auprès des leurs, à la suite de la Révolution des Œillets en 1974. Elle a effectué toute sa scolarité dans des collèges et lycées français et parle couramment portugais, français, anglais, allemand, espagnol et italien. Sa sœur cadette, Inês de Medeiros, est également actrice et réalisatrice et, depuis 2009, députée à l'assemblée législative portugaise.
À l'âge de quinze ans, de Medeiros interprète son premier rôle au cinéma dans Silvestre de João César Monteiro. Encore adolescente, elle commence également à aborder le théâtre classique sous la direction de Philippe Fridman.
À dix-huit ans, elle s'installe en France où elle commence des études de philosophie avant d'intégrer l'École nationale supérieure des arts et techniques du théâtre dans la classe de Brigitte Jaques.
Deux ans plus tard, elle entre au Conservatoire de Paris et suit les classes de Michel Bouquet et de Jean-Pierre Vincent. Au même moment, elle joue au théâtre de l'Athénée Elvire Jouvet 40, avec Philippe Clévenot, sous la direction de Brigitte Jaques. Cette pièce sera reprise trois ans de suite et mènera la troupe dans de nombreux pays du monde.
Par la suite, de Medeiros alternera pièces de théâtre et films en France et à l’étranger. Elle joue Corneille, Federico García Lorca, Mairet, Calderón, sous la direction de Brigitte Jaques, Jorge Lavelli, Jean-Marie Villégier, José Luis Gómez, au théâtre de Chaillot, au théâtre de la Colline, au théâtre de l'Odéon.
Parallèlement, elle tourne en France sous la direction de Chantal Akerman, Christine Laurent, Suzanne Schiffman, Jean-Charles Tacchella, Serge Moati, Didier Le Pêcheur, Bernard Rapp, Christian de Chalonge, Gérard Pullicino, John Lvoff, Patrick Braoudé, Richard Berry, Jean-Pierre Améris entre autres.
Aux États-Unis, Maria de Medeiros tourne dans de grandes productions comme Henry et June de Philip Kaufman ou Pulp Fiction de Quentin Tarantino, ainsi que dans des films indépendants.
Maria de Medeiros reste également très fidèle au cinéma portugais où elle tourne avec Manoel de Oliveira, Teresa Villaverde, Luís Galvão Teles, Joaquim Leitão.
Elle est présente dans le cinéma espagnol dans des films comme Macho (Huevos de oro) de Bigas Luna, Le Détective et la mort de Gonzalo Suárez ou Airbag de Juanma Bajo Ulloa. Elle tourne également avec des réalisateurs anglais, canadiens, italiens, allemands, autrichiens, japonais, brésiliens, etc.
En France, elle est l'interprète de quelques téléfilms, sous la direction notamment de Joyce Buñuel, Robert Enrico ou Miguel Courtois. Plus récemment, elle est une des protagonistes de la série Vénus et Apollon de Tonie Marshall sur Arte.
Outre son métier d'actrice, Maria de Medeiros commence vers l'âge de vingt ans à réaliser des courts et moyens-métrages dont Fragment II, d´après la pièce de Samuel Beckett, et La Mort du Prince, d´après la pièce de Fernando Pessoa, avec Luís Miguel Cintra.
En 1999, elle réalise son premier long-métrage, Capitaines d'avril (en sélection officielle au festival de Cannes 2000), sur la Révolution des Œillets, pour lequel elle obtient le Grand Prix du Festival International de São Paulo, le Prix Globo de Ouro du meilleur film au Portugal et plusieurs prix du public en France.

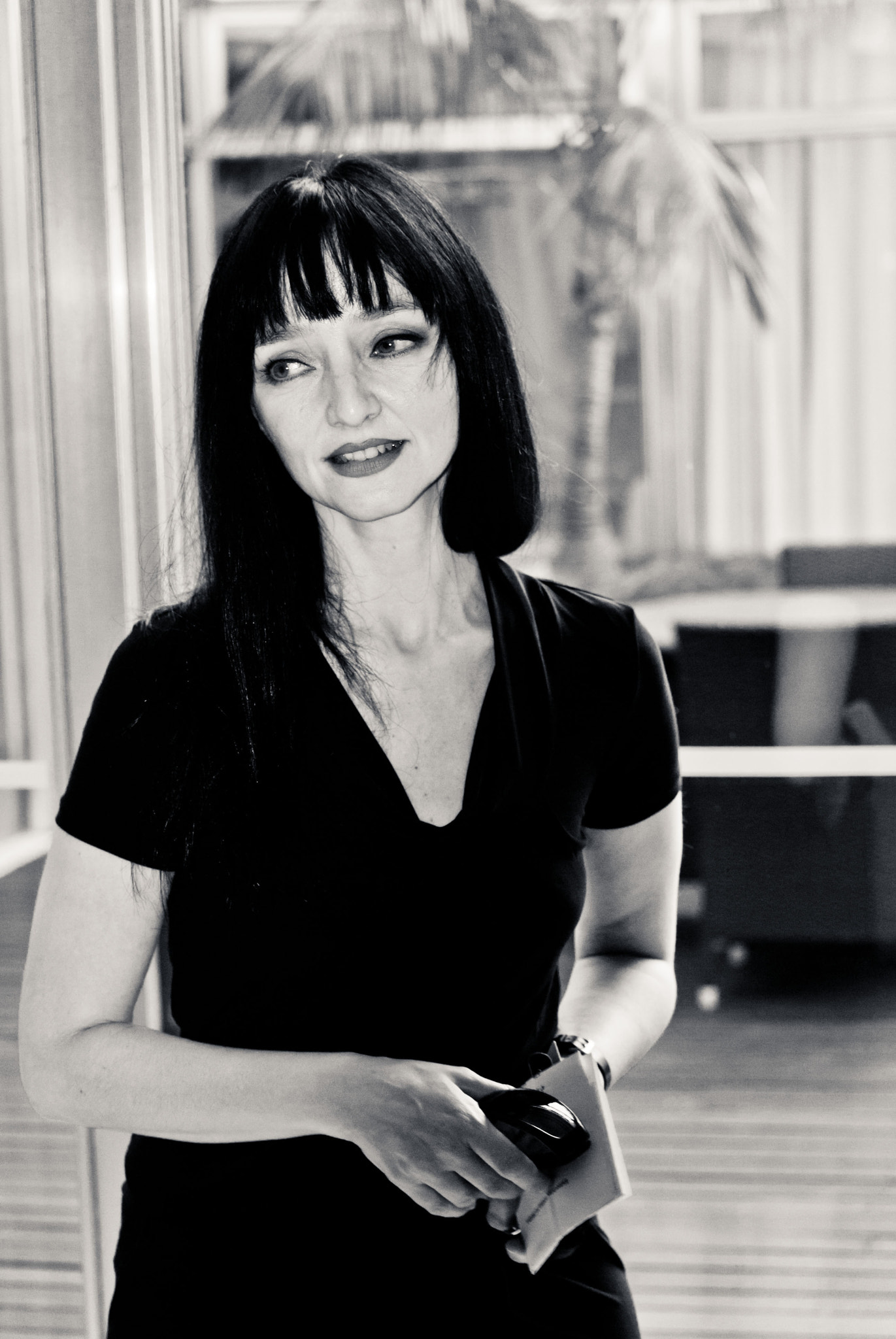
Maria de Medeiros en 2011.

Par la suite, elle réalise un long-métrage documentaire, Je t’aime, moi non plus, et des courts-métrages de commande, notamment pour un film commémorant les 450 ans de la ville de São Paulo, aux côtés de nombreux réalisateurs internationaux, et pour les « Talents Cannes » de l’ADAMI.
En tant que comédienne, elle a été récompensée par le Prix Gérard Philipe en 1990 et par plusieurs prix d’interprétation dans divers festivals internationaux de cinéma. Elle a ainsi reçu la Coppa Volpi de la meilleure actrice à la Mostra de Venise en 1994 pour le film Deux frères, ma sœur de Teresa Villaverde. Deux Globos de Ouro de la meilleure interprétation lui ont également été attribués au Portugal pour Adam et Ève et Capitaines d'avril.
Maria de Medeiros a souvent chanté au cours de sa carrière d’actrice dans le cadre de pièces de théâtre ou de films, notamment sous la direction de Jérôme Savary lors de la création de Zazou au Théâtre national de Chaillot et dans le film de Guy Maddin, The Saddest Music in the World. A little more blue est son premier projet centré sur l’interprétation musicale. Un CD est sorti en 2007 chez Universal, puis en 2010 sort son second album Penínsulas & Continents, également chez Universal.
En 2011, elle est membre du jury lors du 2e Festival international du film d'Odessa.

## Filmographie

### Cinéma

#### Longs métrages
- 1982 : Sylvestre de João César Monteiro : Sílvia / Silvestre
- 1983 : A Estrangeira de João César Monteiro : Ana enfant
- 1985 : Vertiges de Christine Laurent : Blanche
- 1986 : Le Moine et la Sorcière de Suzanne Schiffman : Agnès
- 1988 : La Lectrice de Michel Deville : L'infirmière muette
- 1989 : L'Air de rien de Mary Jimenez : Cecile
- 1990 : 1871 de Ken McMullen : Maria
- 1990 : Henry et June (Henry & June) de Philip Kaufman : Anaïs Nin
- 1991 : A Morte do Príncipe de Maria de Medeiros : Salome
- 1991 : A Idade Maior de Teresa Villaverde : Barbara
- 1991 : La Divine Comédie (A Divina Comédia) de Manoel de Oliveira : Sónia
- 1991 : La Tentation de Vénus / Meeting Venus de Istvan Szabo : Yvonne
- 1991 : L'Homme de ma vie de Jean-Charles Tacchella : Aimee
- 1992 : Retrato de Família de Luis Galvão Teles : Ofelia
- 1993 : Macho (Huevos de oro) de Bigas Luna : Marta
- 1994 : El detective y la muerte de Gonzalo Suárez : Maria
- 1994 : Des feux mal éteints de Serge Moati : Tweedy Bird
- 1994 : Três Irmãos de Teresa Villaverde : Maria
- 1994 : Pulp Fiction de Quentin Tarantino : Fabienne
- 1995 : The Woman in the Moon de Ariadne Kimberly : Elena
- 1995 : Paraíso Perdido de Alberto Seixas Santos : Cristina Pratas
- 1995 : Adão e Eva de Joaquim Leitão : Catarina Meneses
- 1996 : Des nouvelles du bon Dieu de Didier Le Pêcheur : Karenine
- 1996 : Tiré à part de Bernard Rapp : Nancy Pickford
- 1996 : Le Polygraphe de Robert Lepage : Claude
- 1997 : Tempête dans un verre d'eau de Arnold Barkus : Vita
- 1997 : Go for Gold! de Lucian Segura : Paquita
- 1997 : Airbag de Juanma Bajo Ulloa : Fátima do Espíritu Santo
- 1997 : Les Mille Merveilles de l'univers de Jean-Michel Roux : President Blandine Brucker
- 1997 : Le Comédien de Christian de Chalonge : Antoinette Vervier
- 1998 : Guerra e Liberdade - Castro Alves em São Paulo de Nelson Pereira dos Santos : Eugénia Câmara
- 1998 : A Tempestade da Terra de Fernando d'Almeida e Silva : Lena
- 1998 : Spanish Fly de Daphna Kastner : Rossy
- 1998 : El Sudor de los ruiseñores de Juan Manuel Cotelo : Goyita
- 1999 : Babel de Gérard Pullicino : Alice
- 1999 : Les Infortunes de la beauté de John Lvoff : Céline
- 2000 : Capitaines d'avril (Capitães de Abril) de Maria de Medeiros : Antónia
- 2000 : Deuxième Vie de Patrick Braoudé : Laurie
- 2001 : Honolulu Baby de Maurizio Nichetti : Margherita
- 2001 : L'Homme des foules de John Lvoff : Dr. Giordano
- 2001 : Porto de mon enfance (Porto da Minha Infância) de Manoel de Oliveira : Miss Diabo
- 2001 : O Xangô de Baker Street de Miguel Faria Jr : Sarah Bernhardt
- 2002 : Eau et Sel (Água e Sal) de Teresa Villaverde : Vera
- 2002 : Stranded (Náufragos) de Maria Lidon : Jenny Johnson
- 2003 : Ma vie sans moi (My Life Without Me) de Isabel Coixet : La coiffeuse
- 2003 : Moi César, 10 ans ½, 1m39 de Richard Berry : Chantal Petit, la maman de César
- 2003 : The Saddest Music in the World de Guy Maddin : Narcissa
- 2004 : Marlene de Sousa de Tonino de Bernardi : Maria
- 2004 : Il resto di niente de Antonietta De Lillo : Eleonora Fonseca Pimentel
- 2006 : Monogamo sucesivo de Pablo Basulto : Elle-même
- 2006 : Je m'appelle Élisabeth de Jean-Pierre Améris : Mado
- 2006 : Dans les cordes de Magaly Richard-Serrano : Teresa
- 2007 : Midsummer Madness de Alexander Hahn : Livia
- 2007 : Riparo de Marco Simon Puccioni : Anna
- 2007 : Nessuna qualita agli eroi de Paolo Franchi : Cécile
- 2007 : Médée Miracle de Tonino de Bernardi : L'amie de Médée
- 2008 : Mes stars et moi de Laetitia Colombani : Adeline
- 2009 : O contador de historías de Luiz Villaça : Marguerite Duvas
- 2009 : L'Anniversaire de David (Il compleanno) de Marco Filiberti : Francesca
- 2010 : HH, Hitler à Hollywood de Frédéric Sojcher : elle-même
- 2011 : Viagem a Portugal de Sergio Tréfaut : Maria
- 2011 : Ni à vendre ni à louer de Pascal Rabaté : Madame Collier
- 2011 : Poulet aux prunes de Marjane Satrapi et Vincent Paronnaud : Faranguisse
- 2012 : Registe de Diana Dell'Erba : Elvira Notari
- 2012 : La Bande des Jotas de Marjane Satrapi : Maria
- 2013 : Spiritismes de Guy Maddin : La mère aveugle / Clotilde
- 2013 : Meetings with a young poet de Rudy Barichello : Carole Thomas
- 2013 : Je ne suis pas mort de Mehdi Ben Attia : Eléonore
- 2014 : À l'abri de la tempête de Camille Brottes Beaulieu : Valentine jeune
- 2014 : Pasolini d'Abel Ferrara : Laura Betti
- 2014 : Les Maîtres du suspense de Stéphane Lapointe : Maria
- 2015 : La Chambre interdite de Guy Maddin et Evan Johnson : la mère aveugle
- 2016 : The Broken Key de Louis Nero : Althea
- 2016 : Le Fils de Joseph d'Eugène Green : Violette Tréfouille
- 2016 : 100 Mètres de Marcel Barrena : Noelia
- 2020 : L'Ordre moral de Mário Barroso : Maria Adelaide
- 2024 : Une affaire de principe d'Antoine Raimbault : Lucia Monteiro
- 2025 : Ange de Tony Gatlif : Georgina
- 2025 : Reflet dans un diamant mort d'Hélène Cattet et Bruno Forzani : L'autrice
- 2025 : Le Roi Soleil de Vincent Maël Cardona : Picon-Lafayette

#### Courts métrages
- 1984 : dans Paris vu par... 20 ans après, segment J'ai faim, j'ai froid (17 minutes) de Chantal Akerman : la première fugueuse
- 1987 : Nina de Bianca Florelli
- 1990 : L'Ourse bleue de Marc Chevrie
- 1991 : Simon courage de Patrick Ardis
- 1995 : A comme Acteur de Frédéric Sojcher
- 2002 : Oxalá de Patricia Atanazio
- 2011 : Un miracle de Laurent Metterie
- 2016 : Pacifique de Bertrand Dezoteux

### Télévision
- 1988 : Elvire Jouvet 40 de Benoît Jacquot – Claudia (captation)
- 1989 : Les Nuits révolutionnaires (feuilleton télévisé)
- 1990 : L'Inspecteur Lavardin : Le Diable en ville (série policière) – Charlotte
- 1994 : Jenseits der Brandung (téléfilm) – Therese
- 1994 : Saint-Exupéry : La Dernière Mission – Consuelo
- 1995 : Maria fille de Flandre (téléfilm) – Maria
- 1995 : Sans Mentir (téléfilm) – Maria
- 1996 : La Femme rêvée de Miguel Courtois – Marie-Ange
- 1996 : Attends-moi – Jeanne
- 1996 : Sans mentir – Brigitte
- 2001 : Marafona (téléfilm) – Maria Viola da Silva
- 2002 : Les Enquêtes d'Éloïse Rome – SK
- 2003 : Anomalies passagères de Nadia Fares Anliker – Luna
- 2005 : Vénus et Apollon (série télévisée) – Suzy
- 2005 : La Belle et le Sauvage de Bertrand Arthuys – Alice/Elsa
- 2021 : Jaguar — Ramos

## Réalisatrice
- 1987 : Sévérine C (court métrage)

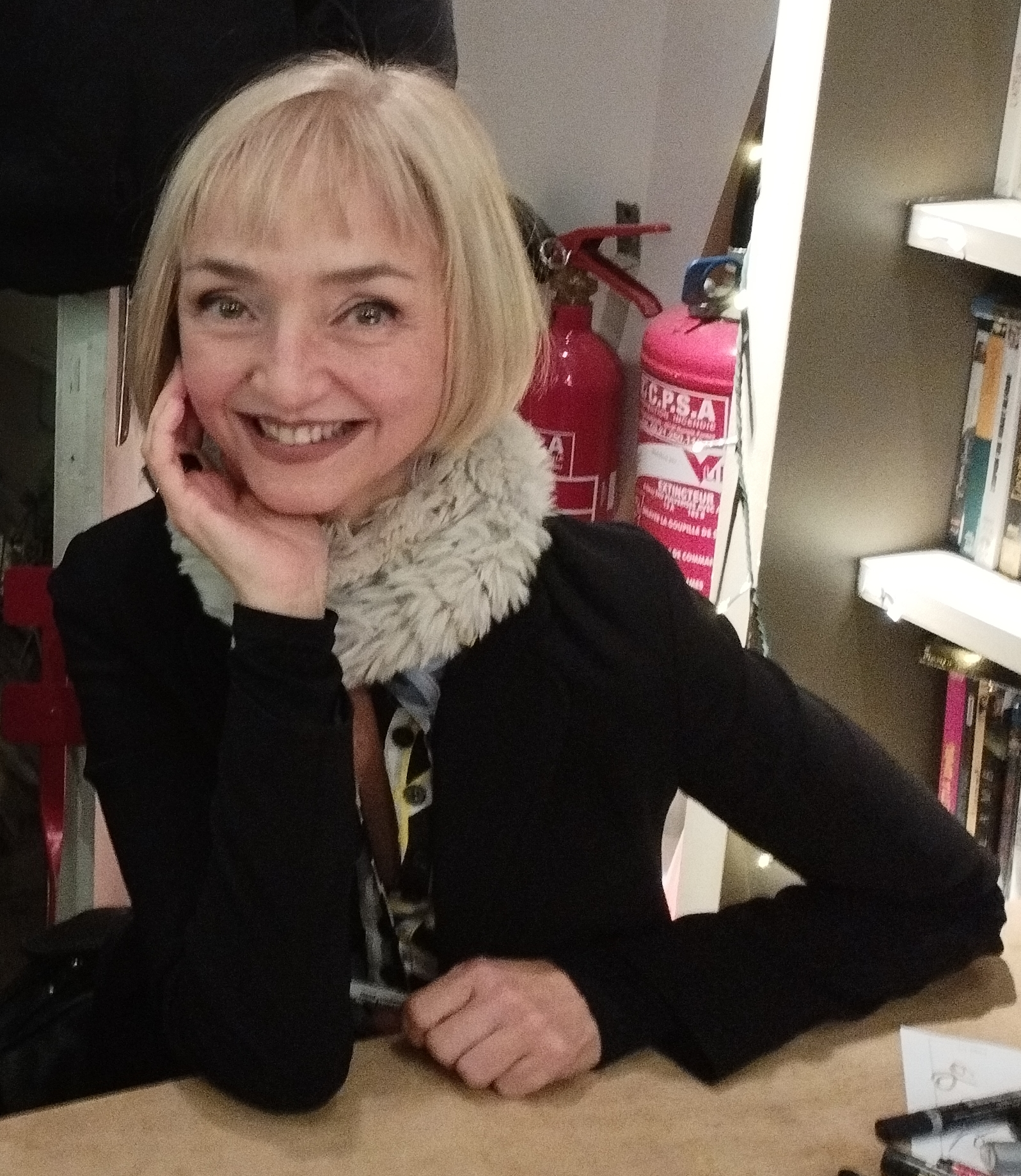
Maria de Medeiros en séance de dédicace pour la sortie vidéo dÀ nos enfants à la boutique Potemkine, en décembre 2022.

- 1988 : Fragmento II (court métrage)
- 1991 : A Morte do Principe
- 2000 : Capitaines d'avril, primé sur scénario dans le cadre de l'Aide à la création de la Fondation Gan pour le Cinéma
- 2003 : Je t'aime... moi non plus : Artistes et critiques
- 2004 : Mathilde au matin pour Les Talents Cannes de l’Adami (court métrage, 6 minutes)
- 2004 : Alguma coisa acontece, court-métrage de deux minutes du film collectif Bem-vindo a São Paulo conjointement à Phillip Noyce, Mika Kaurismaki, Renata de Almeida et Leon Cakoff, Jim McBride, Hanna Elias, Kiju Yoshida, Caetano Veloso, Tsai Ming-liang, Ash, Mercedes Moncada, Andrea Vecchiato, Max Lemke, Amos Gitaï, Daniela Thomas, Wolfgang Becker
- 2012 : Aventuras do Homem invisivel, court-métrage du film collectif Mundo Invisivel conjointement à Theo Angelopoulos, Gian Vittorio Baldi, Marco Bechis, Lais Bodanzky, Beto Brant, Manoel de Oliveira, Atom Egoyan, Guy Maddin, Jerzy Stuhr, Cisco Vasques, Wim Wenders
- 2012 : Les Yeux de Bacuri (Repare bem) (documentaire)
- 2021 : À nos enfants (Aos nossos filhos)

## Théâtre

### Comédienne
- 1982 : Les Choéphores d'Eschyle. Dirigé par Philippe Fridman. Théâtre National D. Maria II (Lisbonne).
- 1983 : Grandeur et décadence de la ville de Mahagonny de Bertolt Brecht. Dirigé par Philippe Fridman. Théâtre Municipal São Luis (Lisbonne).
- 1985 : La Nuit des rois de Shakespeare. Dirigé par Roland Monod (Festival d'Avignon).
- 1985 : La Mort de Pompée de Corneille. Dirigé par Brigitte Jaques. Théâtre du Lierre (Paris).
- 1985 : Préjugés et Passions d´après Jacques le Fataliste de Diderot. Dirigé par Agathe Alexis.
- 1986 : Elvire Jouvet 40 conception et mise en scène Brigitte Jaques, Théâtre national de Strasbourg, Théâtre de l'Athénée-Louis-Jouvet
- 1987 : Théâtre des Treize Vents, Théâtre de l'Athénée-Louis-Jouvet, tournée.
- 1988 : Le Public de Federico Garcia Lorca, mise en scène Jorge Lavelli, Théâtre national de la Colline.
- 1988 : Les Galanteries du duc d'Ossone de Jean Mairet. Dirigé par Jean-Marie Villégier. Théâtre national de Chaillot (Paris).
- 1988 : Sophonisbe de Corneille. Dirigé par Brigitte Jaques. Théâtre national de Chaillot (Paris).
- 1988 : La Mort du Prince de Fernando Pessoa. Dirigé par Luís Miguel Cintra (Festival d'Avignon).
- 1990 : La Mort du Prince reprise (Festival d'Automne de Paris). Théâtre de la Bastille. (Paris)
- 1990 : Zazou de Jérôme Savary. Dirigé par Jérôme Savary. Théâtre national de Chaillot (Paris).
- 1992 : La vie est un songe de Calderón. Dirigé par José Luis Gomez. Théâtre de l'Odéon (Paris).
- 1992 : Seaside de Marie Redonnet. Dirigé par Gilles Gleizes (Festival d'Avignon).
- 2003 : Castro de Antonio Ferreira. Dirigé par Ricardo Pais. Théâtre National São João (Porto).
- 2005 : Le Marathon des mots à Toulouse. Spectacles Lisboa et Manuel de civilité pour les petites filles à l'usage des maisons d'éducation de Pierre Louÿs.
- 2005 : Grand et Petit de Botho Strauss, dirigé par Philippe Calvario.
- 2006 : A little more blue, spectacle musical créé au CDDB-Théâtre de Lorient, Centre dramatique national. Théâtre de la Bastille. Tournée mondiale.
- 2007 : London London, spectacle musical; le Marathon des mots à Toulouse.
- 2008 : Na fotografia estamos feizes, spectacle musical, Festival temps des images Lisboa CCB avec Daniel Blaufuks.
- 2009 : Musique et Révolution, spectacle musical,  Casa da Música Porto avec Sanseverino.
- 2009 : Sextett de Rémi de Vos, mise en scène Éric Vigner, Théâtre du Rond-Point.
- 2010 : Tribute to Jim Jarmusch, avec The legendary Tigerman, aka Paulo Furtado, Festival Temps d'images, La Ferme du Buisson.
- 2010 : Cabaret Social Songs, avec Mauro Gioia, spectacle musical, Roma Italia.
- 2011 : Que cavalos são aqueles que fazem sombra no mar ? d'Antonio Lobo Antunes, MC93 de Bobigny.
- 2013 : Aos nossos filhos de Laura Castro, Dirigé par João das Neves. Centro Cultural Banco do Brasil à Brasilia, Rio de Janeiro, São Paulo.
- 2017 : Un amour impossible de Christine Angot, mise en scène Célie Pauthe, Théâtre de l'Odéon, tournée en 2019.
- 2020 : La bascule du bassin écrit et mise en scène par Isabelle Fruchart à Châteauvallon-Scène nationale
- 2020 : Les Parents terribles  de Jean Cocteau, mise en scène de Christophe Perton, Théâtre National de Nice

### Mise en scène
- 2006 : A Little more Blue, spectacle musical
- 2007 : London London, spectacle musical
- 2008 : Na Fotografia estamos Felizes, avec Danile Blaufuks, Festival Temps des Images Lisbonne
- 2009 : Musique et Révolution, spectacle musical, Casa da Música Porto avec Sanseverino
- 2010 : Tribute to Jim Jarmusch, avec The legendary Tigerman, aka Paulo Furtado, Festival Temps d'images, La Ferme du Buisson
- 2010 : Cabaret Social Songs, avec Mauro Gioia, spectacle musical, Roma, Italia
- 2011 : Que cavalos são aqueles que fazem sombra no mar ? d'Antonio Lobo Antunes, MC93 de Bobigny

## Discographie

### Albums

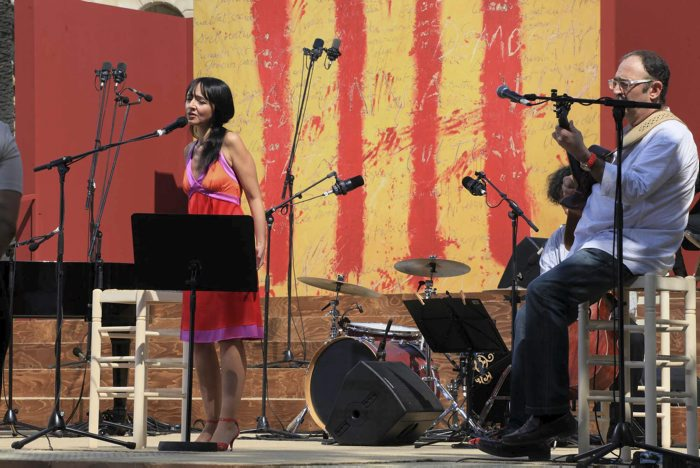
Maria de Medeiros sur scène en 2012.

- 2007 : A Little More Blue
- 2010 : Peninsulas & Continentes
- 2013 : Pássaros Eternos

### Participations
- Drama Box de Mísia, 2005
- Rendez-vous Chez Nino Rota, CD+DVD del italiano Mauro Gioia, en el que intervienen también Adriana Calcanhotto, Martirio, Ute Lemper, Catherine Ringer, Susana Rinaldi y Sharleen Spiteri. Maria interprète La pappa col pomodoro, 2008
- Femina. The Legendary Tigerman Maria de Medeiros interprète These Boots Are Made for Walkin', 2009
- Señora (ellas cantan a Serrat). Maria de Medeiros interprète Nanas de la cebolla, 2009

## Distinctions
- Prix du syndicat de la critique 1990 : Prix de la révélation théâtrale de l'année pour Zazou
- 1990 : Prix Gérard-Philipe
- 1994 : Coppa Volpi - Mostra de Venise. Meilleure actrice. Film Deux frères, ma sœur
- 1994 : Jaguar de Oro Festival du Film de Cancún, Mexique. Meilleure actrice. Film Deux frères, ma sœur
- 1996 : Phare Europe Espagne, Prix à la carrière, Alfaz del Pi
- 1996 : nommée pour le prix Génie de la meilleure actrice dans un second rôle dans Le Polygraphe
- 2000 : Grand Prix Festival International de São Paulo (Brésil). Film Capitaines d'avril
- 2000 : Prix du Public Festival CINESSONNE. Film Capitaines d'avril
- 2000 : Prix du Public Festival d'Arcachon. Film Capitaines d'avril
- 2001 : Globo de Ouro, Portugal, Meilleure actrice. Film Capitaines d'avril
- 2001 : Globo de Ouro. Portugal. Meilleur film pour Capitaines d'avril
- 2001 :  Chevalier de l'ordre des Arts et des Lettres en France
- 2002 : meilleure actrice à la Mostra Internazionale del Film di Fantascienza e del Fantastico à Rome, pour le film Stranded de Luna Ibañez (Espagne)
- 2005 : prix Flaiano et prix Rodolpho Valentino à la meilleure interprète féminine pour Il Resto di Niente d’Antonietta de Lillo, en Italie
- 2007 : nommée artiste pour la Paix de l’UNESCO
- 2010 : prix à la carrière au Festival Ibérique de Badajoz, Espagne
- 2022 : prix du Rimbaud du Cinéma d'honneur, France
- Chevalier de l'ordre de Sant'Iago de l'Épée